# Old City Hall (Suffolk County, Massachusetts)
Die Old City Hall in Boston im Bundesstaat Massachusetts der Vereinigten Staaten wurde von 1865 bis 1969 als Rathaus genutzt. Das im Stil des Second Empire errichtete Gebäude wurde 1970 als National Historic Landmark in das National Register of Historic Places eingetragen.

## Architektur
Das ca. 46 m × 31 m große und rund 47,5 m aufragende Bauwerk befindet sich im Financial District der Stadt, ist fünfeinhalb Stockwerke hoch und verfügt über Außenwände, die nahezu vollständig aus weißem Granit bestehen, der in Concord, New Hampshire abgebaut wurde. Es wurden aber auch Steine der zuvor an dieser Stelle stehenden Old City Hall wiederverwendet. Die Innenwände bestehen hingegen aus Mauerziegeln, die auch – mit einem Luftspalt zur Isolation – entlang der Innenseite der Außenwände geführt wurden.
Die nach Süden ausgerichtete Vorderseite wird von einem hervorspringenden, bekrönten Mittelteil dominiert, der auf paarweise angeordneten Säulen steht und von zwei kleineren Seitenflügeln eingerahmt wird, deren äußere Enden – ebenfalls paarweise angeordnete – Pilaster aufweisen. Das innere und äußere Design der Old City Hall basiert auf dem Renaissance-Vorbild des Pariser Louvre. Die unteren drei Stockwerke bestehen vollständig aus Stein und gelten damit als feuersicher, während ab dem vierten Stock Holzböden verwendet wurden. Das ebenfalls hölzerne Dach ist mit Kupfer und Schiefer gedeckt. Während die Inneneinrichtungen im Erdgeschoss aus dem Holz der Butternuss bestehen, kam in den übrigen Stockwerken Kiefernholz zum Einsatz.

Detail einer Säule im Erdgeschoss, 1961

Der Fußboden der Eingangshalle besteht aus schwarzen und weißen Marmorkacheln und verfügt über einen markanten Treppenaufgang, der aus Eichenholz und Eisenelementen besteht. Die acht die Treppe tragenden, paarweise angeordneten Säulen bestehen äußerlich ebenfalls aus Eiche, verfügen jedoch über eine zentrale Metallsäule und weisen reich verzierte Kapitelle Ionischer Ordnung auf, die ein Gebälk tragen. Die Flügeltreppe führt in einem offenen Bereich bis hinauf in den fünften Stock und wird aus 27 m Höhe von Dachfenstern mit Licht versorgt. Mit ihren Ausmaßen von 8,5 m Breite und 22 m Höhe zählt sie zu den größten ihrer Art in den Vereinigten Staaten.

## Historische Bedeutung
Die Old City Hall war eines der ersten größeren Gebäude in den USA, das im Second-Empire-Stil errichtet wurde. Sein Erfolg trug dazu bei, dass in den 1870er und 1880er Jahren dieser Baustil für öffentliche Gebäude sehr populär wurde.
Der Spatenstich erfolgte am 4. August 1862, und nach gut drei Jahren Bauzeit wurde das Gebäude am 18. September 1865 eröffnet. Die ursprünglich angesetzten Baukosten in Höhe von 160.000 US-Dollar (heute ca. 4.448.000 Dollar) erhöhten sich jedoch zu einem Gesamtbetrag von 505.191,42 Dollar (heute ca. 8.672.000 Dollar). Davon erhielten die Architekten lediglich 11.177 Dollar (heute ca. 192.000 Dollar).
1968 wurde neben der Faneuil Hall mit der Boston City Hall das neue Rathaus fertiggestellt und von der Verwaltung bezogen, sodass die Old City Hall leer stand. Anschließend wurde das Gebäude im Inneren vollständig umgebaut und renoviert, um mehrere unterschiedliche Nutzer (heute unter anderem ein Steakhaus) aufnehmen zu können.